# Kempten-Museum
Das Kempten-Museum im Zumsteinhaus ist ein 2019 neu eröffnetes Museum zur Geschichte und Kultur der Stadt Kempten im Allgäu. Das Kempten-Museum befindet sich im historischen Zumsteinhaus am Kemptener Stadtpark.
Kempten ist eine der ältesten Städte in Deutschland, weswegen das Museum aus über 2000 Jahren Geschichte bis in die Gegenwart berichtet. Es versteht sich als Stadtmuseum mit partizipativem Charakter und hat dafür 2021 den Preis „Deutschlands bestes Heimatmuseum“ der Stiftung „Lebendige Stadt“ bekommen.

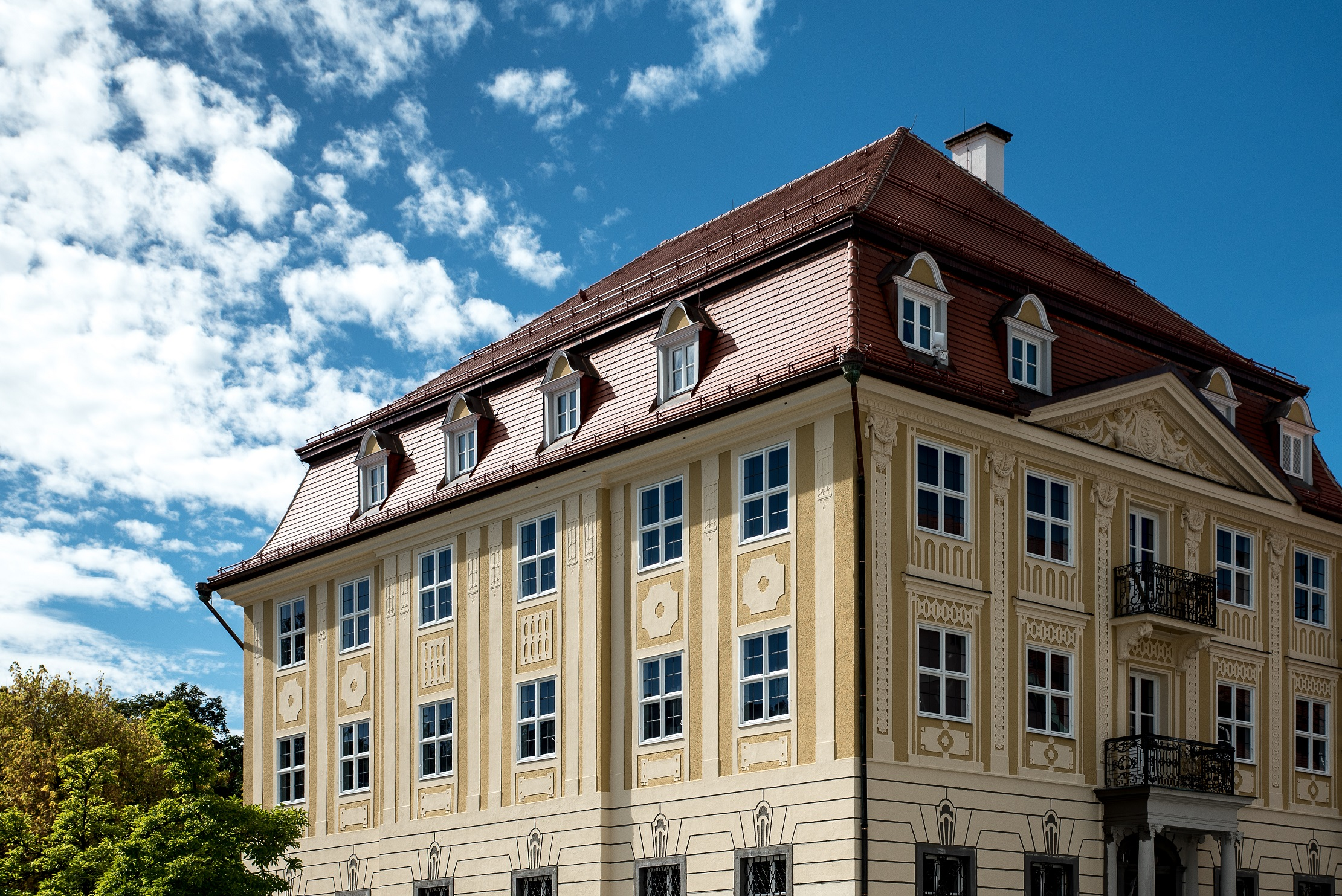
Das Zumsteinhaus mit der neuen Fassadengestaltung 2019

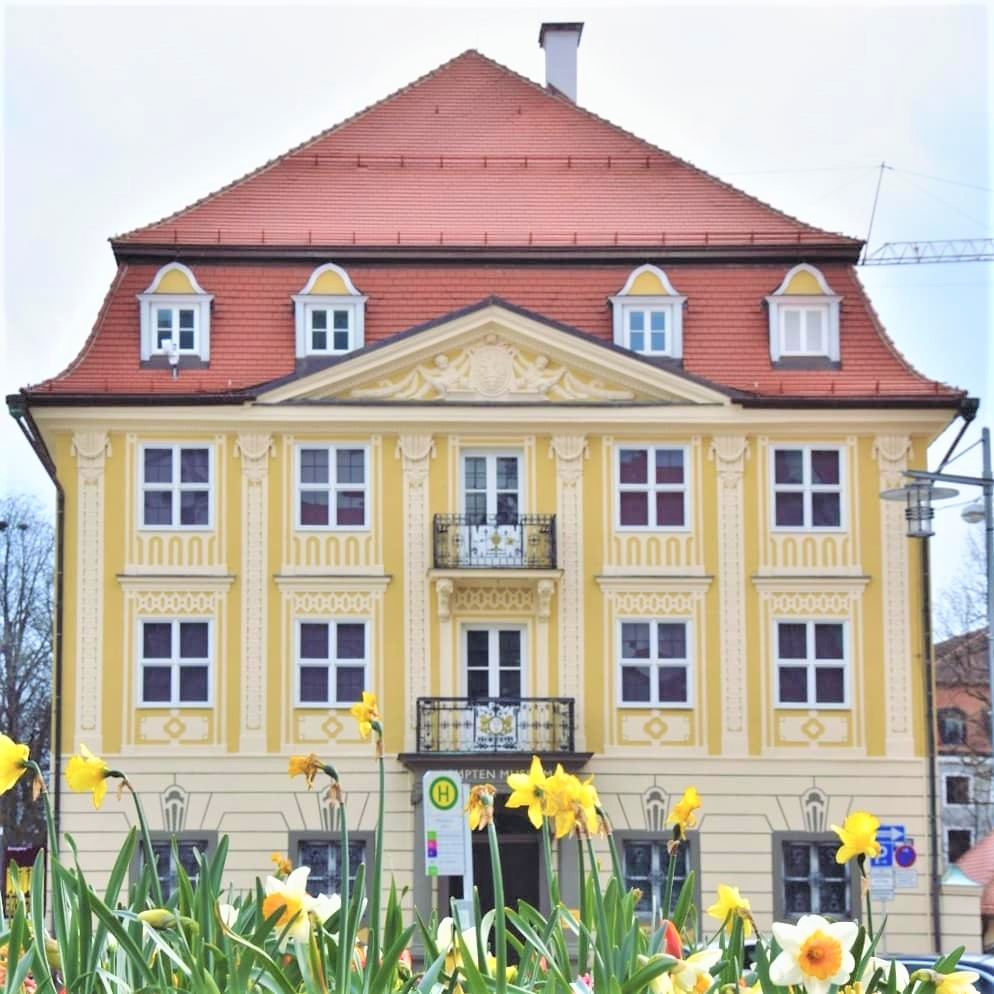
Zumsteinhaus, Nord- und Eingangsseite 2021

## Sammlung
Die klassische Sammlung des Kempten-Museums besteht aus Gemälden, archäologischen und volkskundlichen Objekten sowie Medien zur Stadtgeschichte. Es kann auf Sammlungen des bis 2018 im Kornhaus Kempten bestehenden Allgäu-Museums sowie des früheren Naturkunde-Museums und des ebenfalls aufgelösten Römischen Museums Kempten zurückgreifen.
Ein Schwerpunkt sind die Ergebnisse und Exponate, die im Rahmen der so genannten „Stadtexpedition“ gesammelt wurden. Hierbei handelt es sich um Fotografien, Dokumente oder Objekte, die Kemptener Bürger mit ihrer Stadt verbinden. Die „Stadtexpedition“ als öffentliche Mitmach-Aktion war Teil der Gründung des Museums.
Ein besonderes Merkmal ist, dass Bürger auch im laufenden Museumsbetrieb selbst Objekte, Geschichten und Themen für Sonderausstellungen beisteuern können. Damit sollen sie die Gegenwart in das Museum holen und es mit der Stadtgesellschaft verbinden.

## Geschichte
Im Erdgeschoss des Zumsteinhauses befand sich seit 1961 das Römische Museum Kempten. Gezeigt wurden zahlreiche Bodenfunde aus der am Anfang des 1. Jahrhunderts n. Chr. entstandenen römischen Stadt Cambodunum. Dieses Museum wurde 2015 geschlossen.
Das Kempten-Museum wurde nach einer vierjährigen Planungs- und Bauphase am 6. Dezember 2019 als grundlegend neu konzipiertes Stadtmuseum der Stadt Kempten (Allgäu) eröffnet. Es beerbte teilweise das vorher im Kornhaus Kempten bestehende Allgäu-Museum sowie das Naturkunde-Museum, welches sich bis 2003 auch im Zumsteinhaus befunden hatte.
Mit einem Museumsentwicklungskonzept hatte die Stadt Kempten (Allgäu) als Trägerin entschieden, eine Neuausrichtung der städtischen Museen durchzuführen und dabei geeignete Denkmäler der Stadt zu ertüchtigen.
Mit dem Zumsteinhaus fand sich im Stadtzentrum ein herausragendes, denkmalgeschütztes Gebäude für das neue Stadtmuseum, welches allein durch seine Hausgeschichte ein wertvolles und vielschichtiges Objekt der Stadtgeschichte ist. Nach verschiedenen Formaten der Bürgerbefragung und -beteiligung im Rahmen der genannten zweijährigen „Stadtexpedition“ entstand ein Konzept für das neue Museum, welches das Haus als „Wohnzimmer der Stadt Kempten“ charakterisiert und interaktive Formate und Formen, die zur Begegnung anregen, integriert.
Entsprechend legte das Umbaukonzept des historischen Gebäudes Wert auf Erhalt und Sanierung des kunsthistorisch und architektonisch wertvollen Bestands und schuf gleichzeitig neben Schauräumen ein Café und weitere Nutzräume zur sozialen Interaktion im Rahmen der musealen Aufgaben. Im Keller des Hauses wurde dabei beispielsweise ein Kino in ein Gewölbe eingerichtet, wo Filme von Kemptener Bürgern sowie mit thematischen Verbindungen gezeigt werden können.

## Architektur

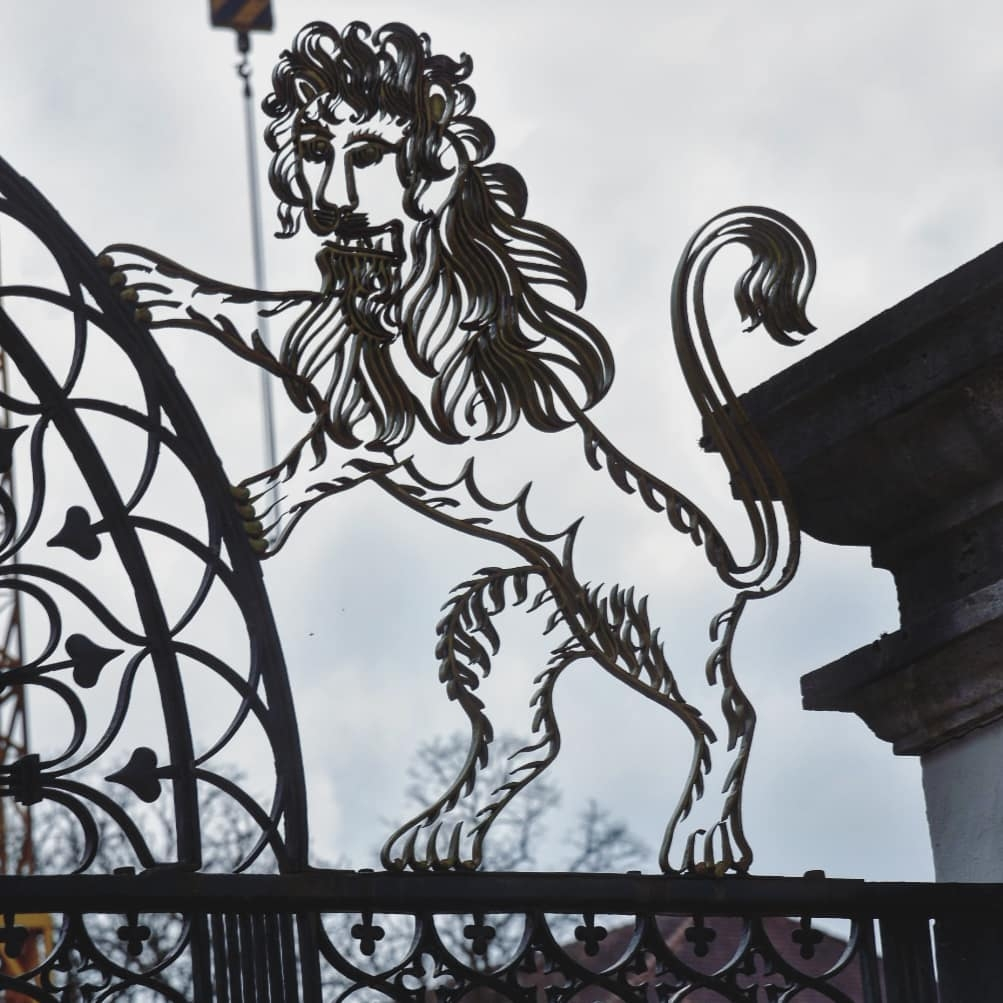
Zierelement im schmiedeeisernen Tor des Zumsteinhauses

Das Zumsteinhaus wurde 1802 als Wohn- und Geschäftshaus der nach Kempten zugewanderten Weber- und Stoffhändlerfamilie Delapierre, eingedeutscht mit Zumstein, erbaut. Es liegt zentral in Sichtweite der römisch-katholischen Basilika St. Lorenz und der fürstäbtlichen Residenz. Auf seiner Südseite war das Haus von repräsentativen Gartenanlagen umgeben, wovon noch das perspektivische Eingangstor (1830) sowie Brunnen erhalten sind.

## Ausstellungskonzept

### Dauerausstellung
Die Dauerausstellung ist thematisch und nicht chronologisch aufgebaut.
Die Ausstellungsräume im Erdgeschoss dienen dem Schnelleinstieg in die Geschichte Kemptens (Kempten in Raum und Zeit) und der Gebrüder Zumstein (Bei den Zumstein). Eine begehbare Stadtkarte zeigt alle Sehenswürdigkeiten der Stadt.
Im ersten und zweiten Obergeschoss werden in elf Schauräumen (Themenräume) ausgewählte und wechselnde Objekte zu unterschiedlichen Themen über die Jahrhunderte hinweg präsentiert, von der Römerzeit bis in die Gegenwart. Beispielsweise beleuchtet der Raum "Macht und Ohnmacht" die Mächtigen in Kempten – im antiken Cambodunum, im Mittelalter, im geteilten und wiedervereinigten Kempten, während des Nationalsozialismus, bis in die heutige Zeit. Im "Stadtraum" im ersten Obergeschoss befindet sich ein 9 m² großes Stadtmodell, das die wichtigsten Ereignisse der Stadt – von der Römerstadt über die Doppelstadt – bestehend aus katholischer Stifts- und evangelischer Reichsstadt – bis hin zur heutigen Allgäu-Metropole zeigt.
Bei allen Themenbereichen sind aktivierende Elemente integriert, die die Besucher aller Altersgruppen einladen, mit allen Sinnen eigene Erfahrungen zu machen. Außerdem werden zahlreiche digitale Elemente mit Installationen, Videos oder Animationen angeboten.

### Ergänzende Sonderausstellungen
Das Kempten-Museum zeigt ergänzende Sonderausstellungen zur Stadtgeschichte. Teilweise werden diese zusammen mit städtischen Akteuren konzipiert. So startete 2020 die erste Sonderausstellung mit dem Titel "30 Blickwinkel auf unsere Stadt" als Projekt zwischen Schülern und dem Künstler Reiner Metzger.

### Besondere Eigenschaften
Neben dem ständigen und dem wechselnden Ausstellungsprogramm bemüht sich das Kempten-Museum um drei besondere Eigenschaften: es soll ein digitales, partizipatives und barrierefreies Museum sein.
Als digitales Museum werden laufend über die Webseite des Museums und unterschiedliche Social-Media-Kanäle Themen, Personen und Objekte in digitaler Form, besonders als Videos und Animationen bereitgestellt.
Gleichzeitig veranstaltet das Museum ein öffentliches und partizipatives Begleit- und Vertiefungsprogramm. Dazu gehört der so genannte „Bewegte Donnerstag“ zu gesellschaftspolitischen Themen in Zusammenhang mit dem Kempten-Museum. Er ist teilweise auch in digitaler Form verfügbar.
Außerdem ist das Kempten-Museum in den Bereichen Bau, Museumspädagogik und Service barrierefrei ausgerichtet und gemäß dem Prädikat „Reisen für alle“ zertifiziert.

## Auszeichnungen und Kritik
Im Juni 2021 erhielt das Kempten-Museum von der Hamburger Stiftung Lebendige Stadt den Preis als Bestes Heimatmuseum Deutschlands. Die Kemptener Einrichtung hatte sich gegen 250 weitere Bewerber durchgesetzt. Die Jurymitglieder betonten bei ihrer Entscheidung für das Kempten-Museum besonders dessen partizipativen und barrierefreien Charakter.
Neben Lob und Auszeichnungen gibt es aber auch Kritik. Mit der Schließung des Römermuseums Kempten und beinahe gleichzeitig auch des Römischen Museums Augsburg gebe es für die beiden bedeutenden Römerstädte der Region das gleiche Problem: Es fehle eine angemessene Präsentation für die Geschichte der Römerzeit.